# Доналд Никол
Доналд Макгилъври Никол (на английски: Donald MacGillivray Nicol) е виден английски учен, историк, византолог.

## Биография
Роден е на 4 февруари 1923 година в Портсмът, Хампшир, в семейство на свещеник от Шотландската църква и получава класическо образование в училище „Крал Едуард VII“ в Шефилд и училище „Сейнт Пол“ в Лондон. Тъй като отказва военна служба по съвест в 1941 година, той служи през 1942 – 1946 година в Отряда за бърза помощ „Приятели“, с който за първи път посещава Гърция през 1944 – 1945 година, посещавайки манастирите в Янина и Метеора.
След военните си преживявания Никол се записва в Пембрук колеж в Кеймбридж, където учи класически произведения, и завършва в 1949 година.
След това се завръща в Гърция в 1949 – 1950 година като член на Британското училище в Атина. През това време посещава и Света гора, прекарвайки Великден 1949 година в Хилендарския манастир, и отново посещава Метеора. В 1950 година Никол се жени за Джоан Мери Кембъл, с която има трима сина. Той завършва докторската си дисертация в Кеймбридж през 1952 година. Дисертацията му, върху средновековното Епирско деспотство се превръща в първата му книга, „Епирско деспотство“. Негов ръководител на дисертацията е Стивън Рънсиман, с когото Никол създава приятелство за цял живот, подхранвано в клуба „Атенеум“.
След защитата на доктората си, първата академична позиция на Никол е като преподавател по класически езици в Университетския колеж в Дъблин от 1952 до 1964 година. Той прекарва 1964 – 1966 година като гостуващ сътрудник в Дъмбартън Оукс, а след това е старши преподавател и доцент по византийска история в Единбургския университет (1966 – 1970). В 1970 година е назначен за професор „Кораес“ по новогръцка и византийска история, език и литература в Кингс Колидж в Лондон, пост, който заема до 1988 година. В 1977 – 1980 година е помощник-директор на Кингс Колидж и заместник-директор в 1980–1981 година. Той е основател и редактор на списание „Бизантайн енд Модърн Грийк Стадис“ (1975 година), чието издаване ръководи до 1983 година. В 1989 – 1992 година е директор на Генадиосовата библиотека в Атина.
Никол става член на Кралската ирландска академия в 1960 година, президент на Обществото за църковна история (1975-76)[6] и член на Британската академия в 1981 година. За приноса му към историята на средновековния Епир, град Арта го прави почетен гражданин в 1990 година, а в 1997 година му е удостоен с почетна докторска степен от Янинския университет. 
Умира на 25 септември 2003 година в Кеймбридж.

### Цитирана литература
- Bryer, Anthony (3 October 2003). Professor Donald Nicol (Obituary). – The Independent, архив на оригинала от 8 октомври 2009, https://www.independent.co.uk/news/obituaries/professor-donald-nicol-755469.html
- Beaton, Roderick (3 October 2003). Donald Nicol. – The Guardian, https://www.theguardian.com/news/2003/oct/03/guardianobituaries.highereducation1
- Professor Donald Nicol. – The Times, 8 October 2003, https://www.thetimes.com/comment/register/article/professor-donald-nicol-93vw0bfg2qs
- Beaton, Roderick; Macrides, Ruth; Magdalino, Paul; Nelson, Jinty; Sutherland, Stewart (2015). Donald MacGillivray Nicol, 1923–2003. – Biographical Memoirs of Fellows of the British Academy, 14,  423–437, ISSN 2753-6777, https://www.thebritishacademy.ac.uk/documents/1520/18_Nicol_with_plates.pdf
- Magdalino, Paul. Paul Magdalino //   Dumbarton Oaks, 14 July 2020.